# Socha svatého Jana Nepomuckého (Opatovice nad Labem)
Pískovcová barokní socha svatého Jana Nepomuckého od neznámého umělce z první poloviny 18. stotetí se nalézá v Klášterní ulici v obci Opatovice nad Labem v okrese Pardubice. Socha je od roku 1958 chráněna jako nemovitá kulturní památka ČR.

## Popis
Socha svatého Jana Nepomuckého je umístěna na dvoustupňovém pískovcovém podstavci, na kterém je umístěn hranolový sokl s vypouklým čelem zakončený nahoře profilováním. Na tomto soklu stojí pilíř ozdobený volutami na bocích. Na vypouklé čelní straně pilíře je umístěn reliéf svaté Anny vedoucí malou Pannu Marii, v rokajové kartuši. Pilíř je zakončen profilovanou, vzhůru vzepnutou římsou s nízkým nástavcem, na kterém stojí socha světce.
Socha představuje stojícího světce v životní velikosti oděného v kanovnickém rouchu. Světec stojí s nakročenou levou nohou, je prostovlasý s delšími zvlněnými vlasy, vousatou tváří s rovným nosem. Levou ruku má svěšenou podél těla a drží v ní biret, pravou rukou pozvedá krucifix s korpusem Krista, ke kterému vzhlíží.

## Fotogalerie

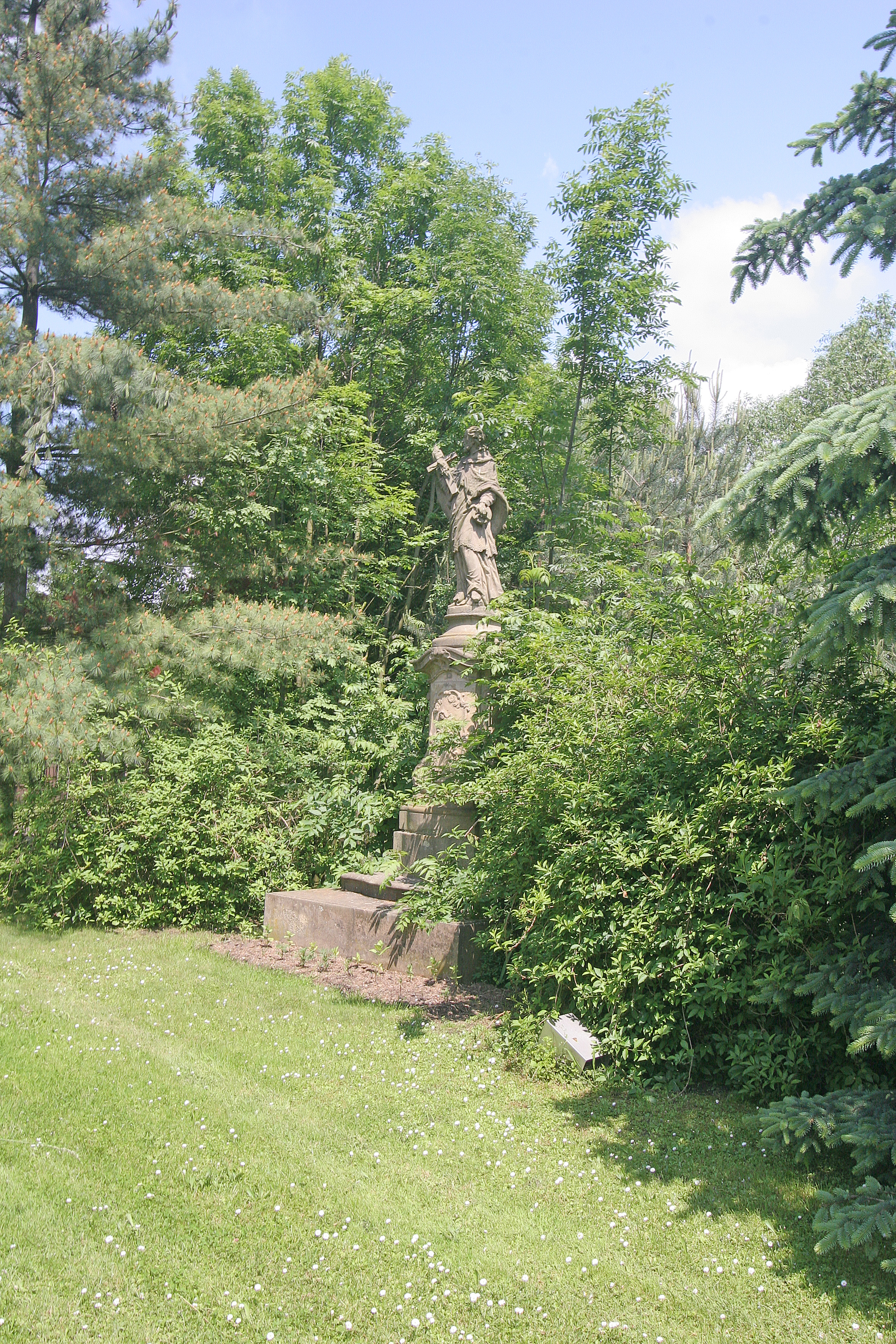
Socha sv. Jana Nepomuckého (Opatovice nad Labem)
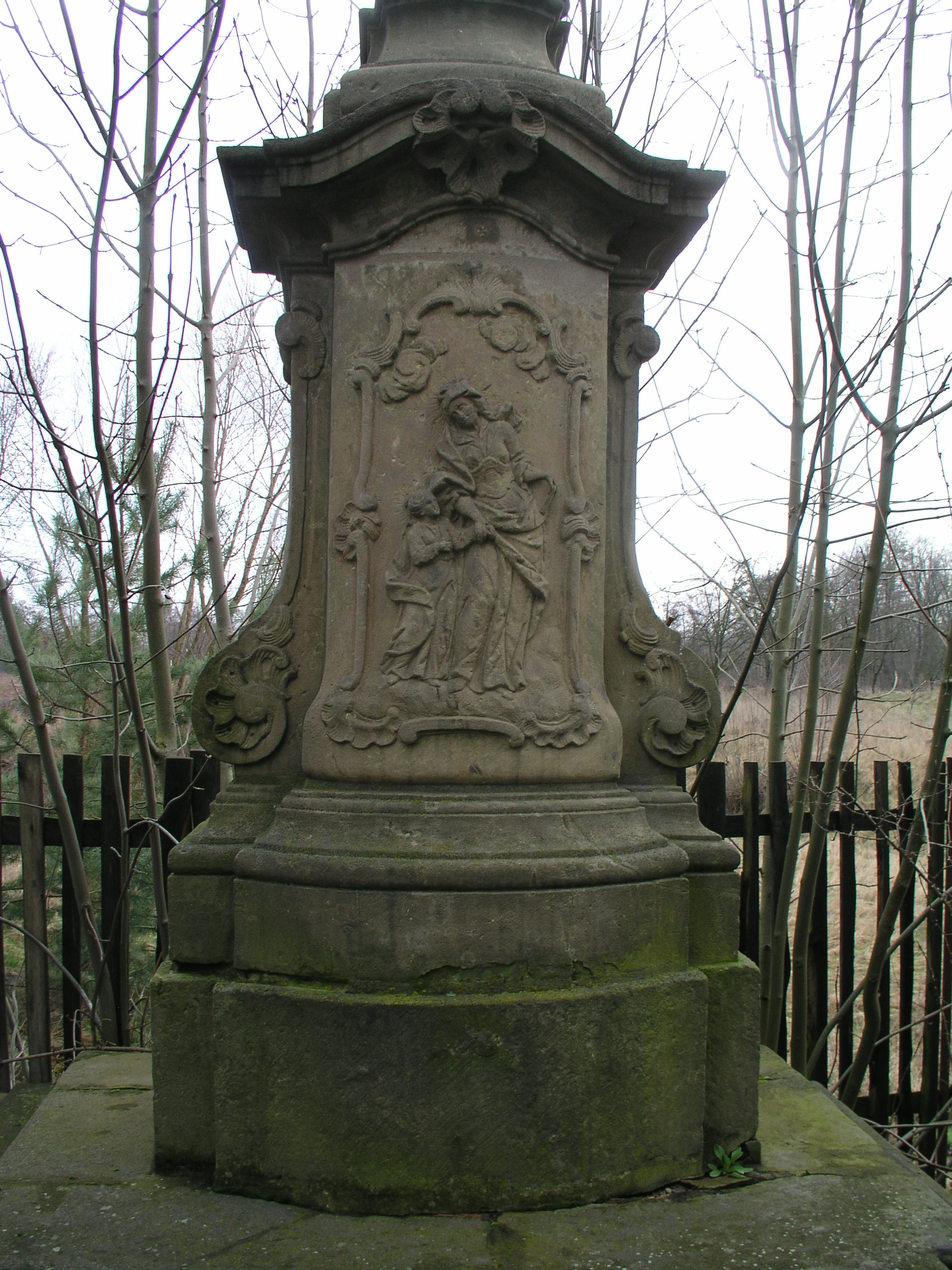
detail Sochy sv. Jana Nepomuckého (Opatovice nad Labem)
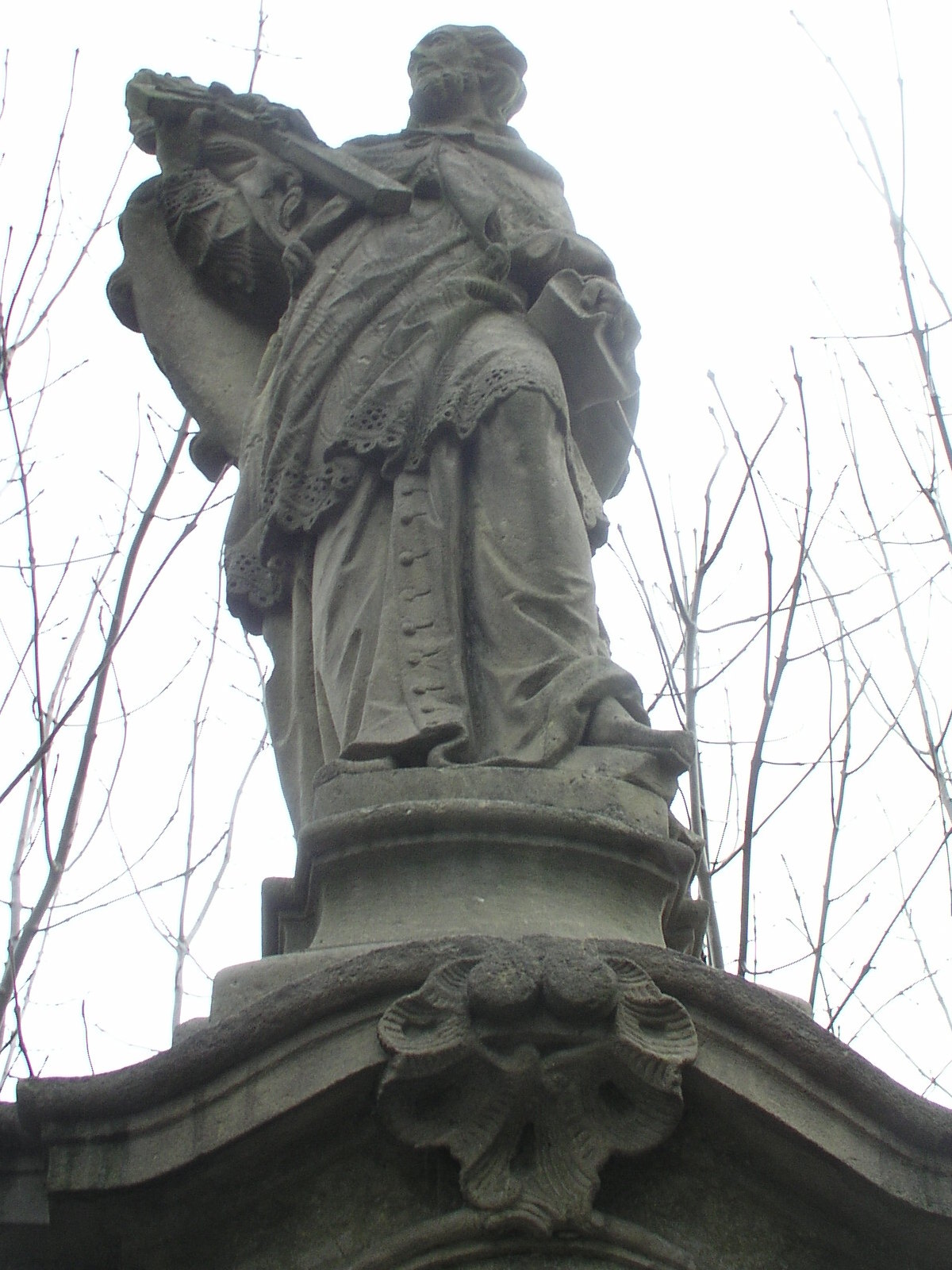
detail Sochy sv. Jana Nepomuckého (Opatovice nad Labem)
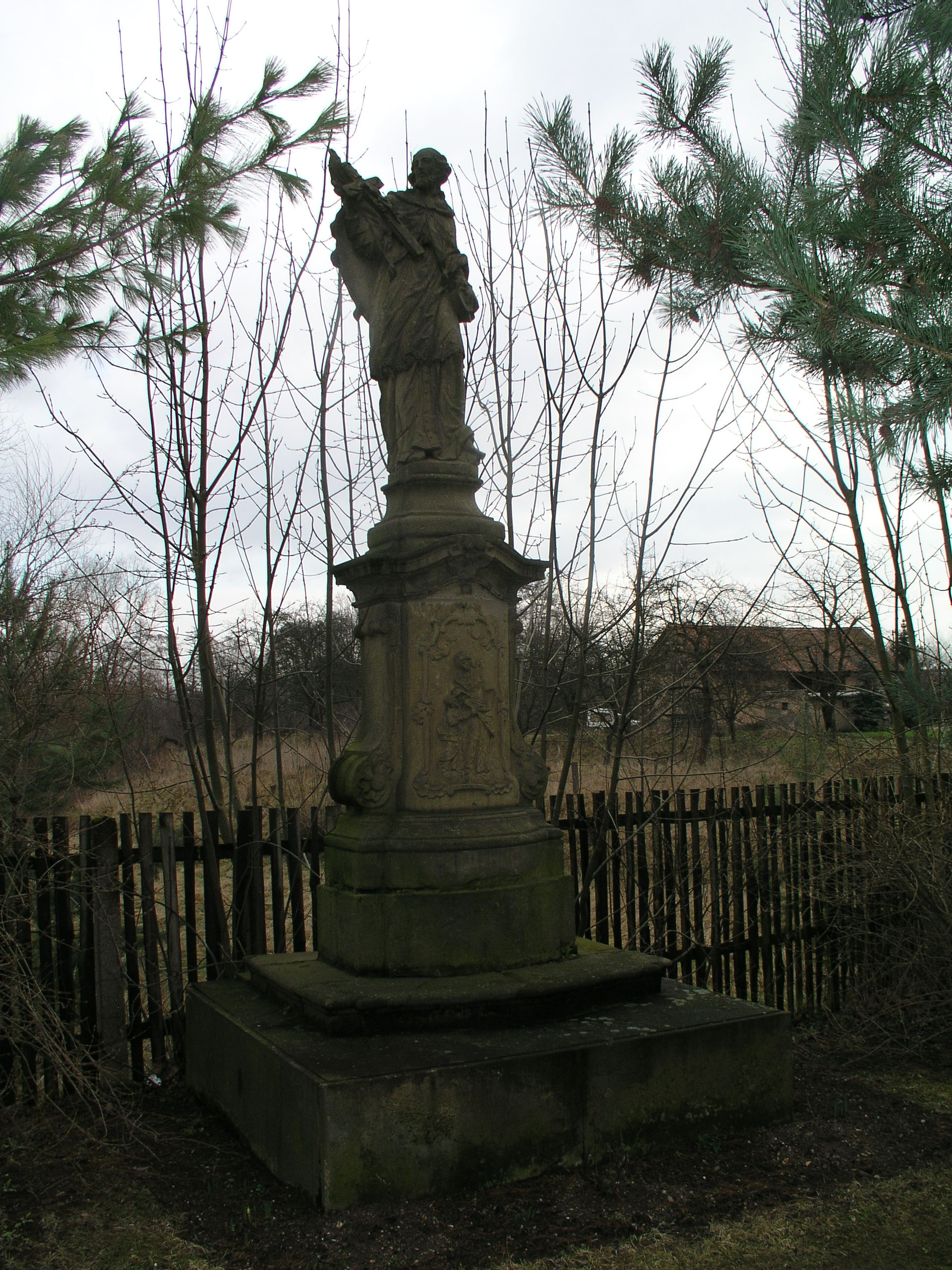
Socha sv. Jana Nepomuckého (Opatovice nad Labem)